# La Boissière (Eure)
La Boissière é uma comuna francesa na região administrativa da Normandia, no departamento de Eure. Estende-se por uma área de 3,45 km². Em 2010 a comuna tinha 281 habitantes (densidade: 81,4 hab./km²).